# Задача умовної оптимізації
Задача умовної оптимізації — задача оптимізації, допустима множина X якої є власною підмножиною Rn.
Способи розв'язання задач умовної оптимізації значною мірою залежать від того, як задається допустима множина.